# Parlamentsvalget i Portugal 1904
Parlamentsvalget i Portugal 1904 blev afholdt i Portugal den 26. juni 1904, valget var det tredje på tre år. Resultatet var en sejre for Partido Regenerador, der genvandt sine 100 mandater.

## Resultater
| Parti                           | Stemmer | % | Mandater | +/– |
| ------------------------------- | ------- | - | -------- | --- |
| Partido Regenerador             |         |   | 100      | 0   |
| Partido Progressista            |         |   | 43       | +2  |
| Partido Regenerador Liberal     |         |   | 1        | 0   |
| Andre partier og uafhængige     |         | 4 | +1       |     |
| Ugyldige/blanke stemmer         |         | – | –        | –   |
| Total                           |         |   | 148      | -   |
| Registrerede vælgere/deltagelse |         |   | –        | –   |
| Kilde: Nohlen & Stöver          |         |   |          |     |

Resultaterne er inkluderet dem fra oversøiske territorier.